# 킬 미 베이비
《킬 미 베이비》(일본어: キルミーベイベー 키루미 베이베[*], Kill Me Baby)는 일본의 만화가인 카즈호의 네 컷 만화이다. 병기되는 영어 제목은 ‘Baby, please kill me.’. 호분샤의 월간 잡지 《망가 타임 키라라 캐럿》 2008년 1월 호에서 첫 프레시 게스트로써 게재된 후, 같은 해 7월부터 같은 잡지에서 연재되고 있다.
대한민국에서는 만화의 경우 2010년 7월 25일부터 대원씨아이에서 정식 한국어판을 발간하고 있으며, 애니메이션은 2012년 1월 6일부터 애니플러스에서 일본과 동시에 방영을 시작하였고, 같은 해 3월 30일에 방영이 종료되었다.

## 개요
카즈호의 데뷔 작품. 처음에는 데뷔 작품의 연습용 플롭 중의 하나였으나 그대로 네임을 끝마친 것이 《망가 타임 키라라 캐럿》에 단편 작품으로 게재되어 ‘부정기 연재’ 상태가 반 년 정도 계속된 후 정식으로 연재하게 되었다.
극히 평범한 학교에 다니는 ‘킬러’ 소녀 소냐와 그 친구 야스나가 펼치는 코믹하고도 약간 폭력적인 일상을 그린다. 캐릭터 수는 매우 적고 기본적으로 주인공 야스나와 소냐의 대화만으로 이야기가 전개된다. (카즈호는 본 작품을 ‘만담 콩트 만화’라 말하고 있다) 카즈호는 “애초에는 《망가 타임 키라라 캐럿》에 어울리도록 일상계 만화를 목표로 하고 있었지만 뭔가 이상한 일을 하지 않으면 살아남을 수 없다고 생각해서 과감히 개그 만화로 했더니 호평이었기에 개그 노선의 예풍이 되었다”고 말하였다.
2011년 7월 28일 발매하는 《망가 타임 키라라 캐럿》 같은 해 9월 호 표지에서 TV 애니메이션화가 발표되어, 일본에서는 2012년 1월부터 같은 해 3월까지 일부 TBS 계열에서 방송되었으며 대한민국에서는 애니플러스에서 동시 방영하였다.

## 등장인물
오리베 야스나 (折部 やすな) 
성우 - 아카사키 치나츠/김서영
소냐의 친구로, 갈색 단발머리 소녀이다. TV애니메이션 판에서는 고등학교 초반으로 설정이 되어 있다.
평범한 고등학생이며 소냐의 정체를 알고도 그녀를 무서워하지 않는다.
TV 애니메이션에서는 "젠장, 젠장……"이라 말하는 습관을 가지고 있다.
소냐 (ソーニャ) 
성우 - 타무라 무츠미/윤미향
어떤 조직의 킬러라는 소녀이다. 백인 외국인이며, 금발이다. 머리스타일은 트윈 테일이다.
평소에는 평범한 학교생활을 하지만, 전화등으로 지령이 내리면 일이 있다고 말한다. 학교에서는 얼마이지만 장난또는 폭주에 휘말려 피해를 입는 일상에서, 그녀에 대해서는 가차 없이 고되게 빠져있다.
살인청부업자로써 소양이 매우 높고 그것 때문에 성격은 담백하고 진지하다. 한편, 귀신이나 동물(특히 개), 벌레를 무서워한다. 처음에는 배후에 인기척을 느껴 반사적으로 손을 대다 나쁜 습관이 있으나 기미판별 능력을 높이면서 극복했다. 옷 아래는 무장상태이며, 특히 나이프를 대량으로 가지고 있다. 그리고, 개인적으로 외출할때도 교복차림으로 활동한다.
TV 애니메이션에서는 야스나를 친구로 인정하고 있는 모습을 보여주며 오리지널 애니메이션에서도 많이 등장한다.
고시키 아기리 (呉織 あぎり) 
성우 - 타카베 아이/김현지
소냐와 같은 암살 조직의 살인청부업자 닌자이다. 검은 보라빛의 장발머리 소녀이다. 눈동자의 색은 적자색이나 평소에는 눈을 잘 열지 않는(사목) 경우가 많다. 야스나나 소냐보다 키가 크다.
신출귀몰해서 붙잡을 수 없지만, 조용한 성격으로 어느 센가 없어져 있다. 어떤 일로 소냐의 학교로 전학와서 전닌자 동호회 방에서 빈 교실에 숨어있다. 둔갑술이라고는 도저히 말할 수 없는 수상쩍은 기술만 계속 내보내서 소냐를 망설이게 하는데, 위기에서 벗어날 시 진짜 둔갑술을 쓸 때가 있다. 집은 닌자 저택이다. "뭔가 도와 드리겠어요~"라고 말하면서 등장하는 경우가 많다.
TV 애니메이션에서는 매우 한가로운 어조로 대사를 말하여 말끝이 많이 증가한다. 이특징은 만화에 역수입되었다.
퇴짜 캐릭터 (没 キャラ) 
성우 - 쿠기미야 리에/양정화
빨간 머리의 소녀이다. 머리는 땋은 포니테일이며, 바보털이 2개 나있다. 이름대로 설정 단계에서 채용하지 않기로 결정되어 퇴짜맞은 캐릭터이며, 정식 명칭은 설정되어 있지 않다.
"야스나와 같은 학교에 다니지만, 그 실태는 소냐의 조직에 적대하는 살인청부업자로 그녀와는 라이벌 관계가 있는"설정을 가진 메인의 흐려진 요원으로 구상되어 있지만, 여러 가지 사정으로 등장하지는 않고 흐려진 요원으로 캐릭터성은 야스나에게 흡수되었다. 원작 본편에서는 일절 등장하지 않지만, 단행본과 번외편에는 몇 차례 등장하고 있다.
TV 애니메이션에서는 세미 레귤러로 본편에 등장한다. 자신이 퇴짜 캐릭터라는 자각을 가지고 있어 순서를 요구하고, 야스나에게 접촉을 시도할때(첫 등장시에는 자신과 달리 순서가 많은 야스나와 소냐를 적대시하였다.) 등장할 때마다 충돌하였으나 실제로는 상대하지 않았다. 또, 각본안 단계에서는 퇴짜 캐릭터의 메인의 회도 있었지만, 통과되면 "퇴짜 캐릭터"가 아니라 "채용 캐릭터"가 되버리기 때문에 이 안은 통과되지 않았다.

## TV 애니메이션
| 원작            | 카즈호 (호분샤 《망가 타임 키라라 캐럿》 연재)                                       |
| 감독            | 야마카와 요시노부                                                                    |
| 시리즈 구성     | 시라네 히데키                                                                        |
| 캐릭터 디자인   | 하세가와 신야                                                                        |
| 미술 감독       | 니타 테루히코                                                                        |
| 색채 설계       | 히노 아스카                                                                          |
| 촬영 감독       | 쿠로사와 유타카                                                                      |
| 편집            | 니시야마 시게루                                                                      |
| 음향 감독       | 아케타가와 진                                                                        |
| 음악            | EXPO (야마구치 스구루, 마츠마에 키미타카)                                            |
| 음악 프로듀서   | 나카무라 신이치                                                                      |
| 음악 제작       | 포니캐년                                                                             |
| 프로듀서        | 타나카 준이치로, 나카무라 신이치, 코바야시 히로유키 마츠쿠라 유지, 아이다 타케이치로 |
| 애니메이션 제작 | J.C.STAFF                                                                            |
| 제작 협력       | 포니캐년, 호분샤, J.C.STAFF 포니캐년 엔터프라이즈                                    |
| 제작            | 킬 미 베이비 제작 위원회, TBS                                                        |

2012년 1월부터 3월까지 일본의 TBS, MBS, CBC, BS-TBS에서 총13화가 방송되었다. 《망가 타임 키라라 캐럿》 연재 작품의 애니메이션화는 《A채널》에 이어 네 작품째이다.
제작사가 같은 《탐정 오페라 밀키 홈즈》와의 컬래버레이션으로써 2011년 12월 2일부터 같은 해 12월 4일까지 ‘한없이 공식 HP에 가까운 웹사이트’의 톱 페이지가 《밀키 베이비》로 바뀌어 있었다.

### 제작
시리즈 구성의 시라네 히데키를 시작으로 2011년 1월부터 3월까지 방송된 《꿈을 먹는 메리》의 메인 스태프가 많은 이름을 올렸으며 애니메이션 제작도 마찬가지로 J.C.STAFF가 담당하고 있다.
전편을 통틀어 화수 표기는 ‘킬 ○ (キルその○)’로 통일되며 부제목은 ‘개(犬)’나 ‘인(忍)’ 등의 스토리에 수록되어 있는 에피소드의 주제를 연결한 문장으로 되어 있다. (최종화 제외)
본편과 다음 화 예고의 내레이션 및 몹 캐릭터는 초와 아라이 사토미가 담당하고 있으며 엔딩에서는 이트세트러 보이 (초), 이트세트러 걸 (아라이)이라고 크레딧되어 있다. 덧붙여 본 작품에서 목소리를 맡은 성우는 전편을 통틀어 6명뿐이다.
애니메이션화의 기획은 이전에도 있었으나 그 당시에는 무산되었기 때문에 이번 기획에 대해 처음 카즈호는 의심하고 있었다. 그러나 기획이 통과된 후에는 직원의 요청에 따라 회의에 나오거나 대사에 의견을 내는 등 적극적으로 참여하고 있다.
2013년 10월 16일에 발매된 앨범 〈킬 미 베이비 슈퍼〉에는 신작 오리지널 애니메이션 DVD 〈물건과 상처 그리고 가짜 핼러윈 (옴니버스 형식으로 8개의 쇼트 스토리 수록)〉이 동봉되었다. 스태프·담당 성우는 TV 애니메이션과 동일하지만 도안은 더 원작에 가까운 터치로 변경되었다. 단역은 아라이 사토미가 혼자 담당하고 있으며 퇴짜 캐릭터는 등장하지 않는다.
2013년 12월 4일에는 BD-BOX가 발매되었다.
TV 방송 종료 후에 발매된 BD/DVD의 매출은 좋지 않았지만 (BD 제1권의 첫 주 판매량은 686장) 코어 팬에 의한 인터넷에서의 어필이나 공식 트위터의 착실한 멘션 등 꾸준한 활동이 결실을 맺어 트위터의 팔로워는 방송 종료 후의 약 2년 새 3배가 되었으며 베스트 앨범이나 BD-BOX의 매출은 호조를 보이고 있다. 이에 대해 프로듀서는 ‘팬에게 축복받은 한마디. 그들이 키워준 작품입니다’라고 코멘트하였다.

### 주제가
오프닝 테마 〈킬 미의 베이비!〉
작사 - 후지모토 코이치 / 작곡·편곡 - EXPO (야마구치 스구루, 마츠마에 키미타카) / 노래 - 야스나와 소냐 (아카사키 치나츠, 타무라 무츠미)
기타에 이마호리 츠네오, 드럼에 사노 야스오 (둘 다 Unbeltipo의 멤버)가 참여. EXPO와는 케이힌형제사에서 만난 적이 있다.
엔딩 테마 〈두 사람의 마음의 진짜 비밀〉
작사 - 후지모토 코이치, 마츠마에 키미타카 / 작곡 - 마츠마에 키미타카 / 편곡 - EXPO / 노래 - 야스나와 소냐 (아카사키 치나츠, 타무라 무츠미)
엔딩에서는 단행본 제1권 표지 커버 아래에 게재되어 있는 ‘킬 미 댄스’를 애니메이션화했다.

### 에피소드 목록
| 화수  | 부제목                                                            | 각본          | 콘티              | 연출                             | 작화 감독                                          | 총 작화 감독  |
| ----- | ----------------------------------------------------------------- | ------------- | ----------------- | -------------------------------- | -------------------------------------------------- | ------------- |
| 킬 1  | 개를 숨기고 벚꽃은 핀다 (いぬをしのびてさくらさく)                | 시라네 히데키 | 야마카와 요시노부 | 진보 마사토                      | 하세가와 신야                                      | -             |
| 킬 2  | 기술 쌍절곤에 곰 풍선 (わざぬんちゃくでくまふうせん)              | 키무라 노보루 | 야마카와 요시노부 | 타카시마 다이스케                | 시마무라 히데카즈                                  | 하세가와 신야 |
| 킬 3  | 에스퍼를 저주하면 빗속 씨름 (えすぱのろえばあめずもう)            | 시라네 히데키 | 야마카와 요시노부 | 아오이 사요                      | 쿠마가이 카츠히로                                  | 하세가와 신야 |
| 킬 4  | 사랑하는 수박 요가 자객 (あいするすいかよがしかく)                | 히사오 아유무 | 야마카와 요시노부 | 하타노 코헤이                    | 안도 마사히로                                      | 하세가와 신야 |
| 킬 5  | 벌레 축제에 바다 인형 (むしをまつりてうみにんぎょう)              | 바바 에마     | 니헤이 유이치     | 스즈키 켄타로                    | 사이토 아츠시                                      | 하세가와 신야 |
| 킬 6  | 배꼽 기계 나오는 얼음 (へそからくりでてるごおり)                  | 키무라 노보루 | 야마카와 요시노부 | 하타노 코헤이                    | 후쿠요 타카아키, 오노자와 마사코                   | 안도 마사히로 |
| 킬 7  | 문화 공기놀이 기마전 (ぶんかおてだまできばせん)                   | 시라네 히데키 | 야마카와 요시노부 | 사쿠라이 치카라                  | 오키 료이치                                        | 하세가와 신야 |
| 킬 8  | 딱 맞는 연주 가슴의 상처 (はまりかなでりつきささり)               | 키무라 노보루 | 하타노 코헤이     | 하타노 코헤이                    | 안도 마사히로                                      | -             |
| 킬 9  | 낚시에 물뱀 망각과 가지 (つりつちのこしわすれえだ)                | 히사오 아유무 | 이와사키 사토시   | 하타노 코헤이                    | 후루사와 타카후미, 후쿠요 타카아키                 | -             |
| 킬 10 | 산타 고드름에 눈덩이 (さんたつららてゆきだるむ)                   | 히사오 아유무 | 니헤이 유이치     | 요시다 리사코                    | 쿠마가이 카츠히로, 하시구치 하야토 타테자키 히로시 | 하세가와 신야 |
| 킬 11 | 목욕 연과 떡에 첫 꿈 (ふろたこもちてはつゆめし)                   | 시라네 히데키 | 야마카와 요시노부 | 하타노 코헤이                    | 후루사와 타카후미, 후쿠요 타카아키                 | 안도 마사히로 |
| 킬 12 | 초코가 잠들어 상처 파스 (ちょこがねむけてけがしっぷ)              | 키무라 노보루 | 야마카와 요시노부 | 진보 마사토                      | 사사키 타카히로                                    | 하세가와 신야 |
| 킬 13 | 킬이 미하여 베이비하다 (きるがみーしてべいべする)                 | 시라네 히데키 | 야마카와 요시노부 | 야마카와 요시노부                | 오키 료이치                                        | 하세가와 신야 |
| OVA   | 물건과 상처 그리고 가짜 핼러윈 (ぶつぞうけがってにせはろうぃーん) |               | 야마카와 요시노부 | 야마카와 요시노부, 스즈키 켄타로 |                                                    |               |

### 웹 라디오
〈킬 미 베이비 킬러 라디오〉는 2011년 12월 9일부터 2012년 4월 27일까지 일본 HiBiKi 라디오 스테이션에서 전송되고 있던 라디오 방송이다. 매주 금요일 전송. 또한 〈킬 미 베이비 킬러 라디오 부활 스페셜〉이 2013년 10월 15일에 일본 HiBiKi 라디오 스테이션에서 전송되었다.
퍼스널리티
- 아카사키 치나츠 (오리베 야스나 역)
- 타무라 무츠미 (소냐 역)

게스트
- 미모리 스즈코 (제4회. 《탐정 오페라 밀키 홈즈》 셜록 셰린포드 역)
- 토쿠이 소라 (제4회. 《탐정 오페라 밀키 홈즈》 유즈리자키 네로 역)
- 사사키 미코이 (제4회. 《탐정 오페라 밀키 홈즈》 에르큘 바튼 역)
- 킷타 이즈미 (제4회. 《탐정 오페라 밀키 홈즈》 코델리아 그라우커 역)
- 타카베 아이 (제15회. 고시키 아기리 역)

라디오 CD
- 킬 미 베이비 킬러 라디오 CD 스페셜 1　2012년 2월 24일 발매　PCCG.01242
- 킬 미 베이비 킬러 라디오 CD 스페셜 2　2012년 3월 21일 발매　PCCG.01243
- 킬 미 베이비 킬러 라디오 CD 스페셜 3　2012년 5월 25일 발매　PCCG.01244

### CD

#### TV 애니메이션 (CD)
오프닝 테마 / 엔딩 테마 〈킬 미의 베이비! / 두 사람의 마음의 진짜 비밀〉
2012년 1월 18일 발매. PCCG-01231 (기), 01232 (승), 01233 (전)
킬 미의 베이비!
작사 - 후지모토 코이치 / 작곡·편곡 - EXPO / 노래 - 야스나와 소냐 (아카사키 치나츠, 타무라 무츠미)
두 사람의 마음의 진짜 비밀
작사 - 후지모토 코이치, 마츠마에 키미타카 / 작곡 - 마츠마에 키미타카 / 편곡 - EXPO / 노래 - 야스나와 소냐 (아카사키 치나츠, 타무라 무츠미)
‘기’, ‘승’, ‘전’의 세 버전이 동시 발매되었다. 주제가를 어레인지한 커플링 곡, 보너스 트랙 (CM풍 쇼트 콩트)이 각각 다르며 버전마다 다른 재킷 일러스트 (카즈호의 그림)을 모두 모으면 네 컷 만화가 된다 (마지막 ‘결’ 재킷은 ‘전’에 봉입). 2012년 1월 30일자의 일본 오리콘 위크 차트에서 13위를 획득했다.
극중음악집 〈Music From "Kill Me Baby"〉
2012년 4월 27일 발매. PCCG-01271
음악 - EXPO
킬 미 베이비 슈퍼
2013년 10월 16일 발매. PCCG-01372
OP·ED나 이하 서술할 캐릭터 송 등을 수록. 오리지널 애니메이션 DVD 첨부.
2013년 10월 28일자의 일본 오리콘 주간 앨범 랭킹에서 첫 등장, 9위를 획득했다.

#### 캐릭터 송
【야스나】 판
2012년 2월 15일 발매. PCCG-01239
HOW TO ENJOY
작사 - 하카세 (IOSYS) / 작곡·편곡 - 마츠마에 키미타카 / 노래 - 야스나 (아카사키 치나츠)
오늘도 둘이서
작사 - 하카세 (IOSYS) / 작곡 - 야마구치 스구루 / 편곡 - 야마구치 스구루·타니구치 나오히사 / 노래 - 야스나 (아카사키 치나츠)
【소냐】 판
2012년 2월 15일 발매. PCCG-01240
Wanted! OBAKA dead or alive
작사 - 시치조 레터스 (IOSYS) / 작곡·편곡 - 나가타 타로 / 노래 - 소냐 (타무라 무츠미)
야키소바 빵
작사 - 하카세 (IOSYS) / 작곡·편곡 - 야마구치 스구루 / 노래 - 소냐 (타무라 무츠미)
【아기리】 판
2012년 2월 15일 발매. PCCG-01241
틴에이지 하이스쿨 닌자 걸
작사·작곡·편곡 - 마츠마에 키미타카 / 노래 - 아기리 (타카베 아이)
공터와 도둑 고양이
작사 - 하카세 (IOSYS) / 작곡·편곡 - 카타오카 토모코 / 노래 - 아기리 (타카베 아이)

### 애플리케이션
- 킬 미 베이비 셰이크 유 (2011년 12월 28일, 포니캐년)[11]
- 킬 미 베이비 알람 클록 (2012년 2월 9일, TBS 텔레비전)[12]

### 주해
1. ↑  최종화 예고에서는 ‘더 라스트 킬’이라고 말하였다.
2. 1 2 3 4  코멘트만으로 출연.
3. ↑  킬 미 베이비 야스나와 소냐의 kmb!!제 공개 킬러 라디오 게스트.
4. ↑  이 곡의 제목은 고시키 아기리 역의 타카베 아이가 고안한 것이다.